# 安平昭二
安平 昭二（やすひら しょうじ、1932年4月21日 - 2006年6月30日）は、日本の会計学者。学位は、経営学博士（1979年）（学位論文「標準勘定組織(コンテンラーメン)の理論・発展史・諸国の実情に関する研究」）。神戸商科大学名誉教授。

## 略歴
兵庫県中町（現・多可町）出身。1962年神戸大学大学院会計学博士課程満期退学、1979年「標準勘定組織(コンテンラーメン)の理論・発展史・諸国の実情に関する研究」で経営学博士の学位を取得。神戸市外国語大学講師、助教授、神戸商科大学助教授、教授。1996年定年退官、名誉教授、日本簿記学会会長、大阪国際大学教授、関西国際大学学長。
将棋を愛好しアマチュア四段、また詰将棋の愛好会「創棋会」メンバーだった。また、演歌を愛好し、神戸文化小ホールでリサイタルを開き、マスコミにとりあげられたこともある。

## 著書
- 『コンテンラーメンの理論』天理時報社 1971
- 『スイス簿記学説の研究』神戸市外国語大学外国学研究所 1971
- 『標準勘定組織の展開 諸国のコンテンラーメンとその国際的統一化の動向』千倉書房 1977
- 『簿記演習』税務経理協会 1978
- 『簿記要論』同文館出版 1978
- 『精説簿記原理』中央経済社 1979
- 『簿記理論研究序説 スイス系学説を中心として』千倉書房 1979
- 『簿記詳論』同文館出版 1980
- 『初・中級簿記問題演習』中央経済社 1981
- 『やさしい簿記入門』有斐閣新書　1981
- 『上級簿記問題演習』中央経済社 1982
- 『簿記 1 (初級編)』千倉書房 1983
- 『簿記演習. 中級・上級問題』税務経理協会 1983
- 『簿記 2 (中級編)』千倉書房 1984
- 『簿記・会計学の基礎 シェアーの簿記・会計学を尋ねて』同文館出版 1986
- 『簿記の理論と実際』第三出版 1988
- 『初めて学ぶ人のためのルールでわかる簿記』税務経理協会 1988
- 『企業簿記の理論と実際』東京経済情報出版 1991
- 『入門会計学』東京経済情報出版 1992
- 『簿記 その教育と学習』中央経済社 1992
- 『会計システム論研究序説 簿記論的展開への試み』神戸商科大学経済研究所 1994
- 『建設業経理事務士ガイドブック 1級財務諸表』西日本建設業保証株式会社監修 建設総合サービス 1997
- 『入門企業会計』東京経済情報出版 1998
- 『入門企業複式簿記』東京経済情報出版 1999

### 共編著
- 『簿記概論』興津裕康共著 千倉書房 1979
- 『簿記原理 簿記講義1』大藪俊哉共編 有斐閣ブックス　1979
- 『例解簿記演習 簿記講義2』大藪俊哉共編 有斐閣ブックス　1980
- 『現代簿記会計用語辞典』宇南山英夫共編 同文館出版 1983
- 『簿記・会計の理論・歴史・教育』編著 東京経済情報出版 1992
- 『簿記・会計学の原理 ドイツ系会計学の源流を探る』戸田博之共編著 東京経済情報出版 2005

### 翻訳
- F.シェーラー『複式簿記の基礎理論』戸田義郎監訳 中央経済社 1969
- カール・ケーファー『複式簿記の原理』千倉書房 1972
- カール・ケーファー『資金計算書の理論』戸田博之、徐龍達、倉田三郎共訳 千倉書房 1974-76
- カール・ケーファー『資金計算書論入門』戸田博之,倉田三郎共訳 千倉書房 1977
- パウル・ヴァイレンマン『資金計算書入門』税務経理協会 1988
- O.A.G.トレイアー『アメリカ財務会計論 ヨーロッパ的視点からの考察』林昌彦共訳 千倉書房 1990
- ケーファー『ケーファー簿記・貸借対照表論の基礎』郡司健共訳 中央経済社 2006

## 論文
- <安平昭二